# Stefan Kozek
Stefan Kozek (ur. 16 grudnia 1909 w Zagorzycach, zm. 23 września 2003 w Wyszkowie) – podporucznik rezerwy piechoty Wojska Polskiego.

## Życiorys
Wykształcenie zdobywał w Państwowym Seminarium Nauczycielskim w Kcyni otrzymując świadectwo maturalne w 1931. W latach 1931–1932 odbył w Jarocinie służbę w Baonie Podchorążych Rezerwy Piechoty VIIa. W latach 1932–1939 w powiecie drohiczyńskim pracował jako nauczyciel w szkołach powszechnych w: Smardzowicach, Waratycku, Dubrówce i Strzelnie. Po odbyciu ćwiczeń mianowany podporucznikiem rezerwy piechoty ze starszeństwem z 1 stycznia 1934 roku, a w 1935 i 1937 odbywał ćwiczenia wojskowe w 84 pułku piechoty.
W marcu 1939 został zmobilizowany do tego samego pułku dowodząc w nim plutonem 4 kompanii. W początkowym okresie lipca 1939 utworzono Oddział Wydzielony „Działoszyn” w którym objął funkcję oficera informacyjnego, a pełnił ją do 2 września 1939. Ponownie w pułku był dowódcą plutonu 4 kompanii, a kiedy dotarł do Modlina w 8 kompanii. Kiedy Twierdza Modlin skapitulowała został wzięty do niewoli niemieckiej w której przebywał w oflagach: IV A Hohnstein i VII A Murnau.
Kiedy został uwolniony, krótko był w Polskim Obozie Wojskowym Murnau, a następnie wysłany do 2 Korpusu Polskiego. Pełnił w nim służbę od 11 lipca 1945 na stanowisku oficera oświatowego 2 baonu komandosów. Na tym stanowisku przebywał również po przewiezieniu korpusu do Wielkiej Brytanii. Jesienią 1947 został zdemobilizowany, a w grudniu tegoż roku powrócił do kraju. Od następnego roku pracował jako nauczyciel w szkole podstawowej w Długosiodle, a później na stanowisku zastępcy dyrektora w tej szkole. Od 1956 przy Prezydium Powiatowej Rady Narodowej w Wyszkowie pełnił funkcję podinspektora, a następnie inspektora oświaty.
Zmarł w Wyszkowie 23 września 2003.

## Ordery i odznaczenia
- Krzyż Walecznych